# Мехмет Абид-эфенди
Шехзаде́ Мехме́д Аби́д-эфе́нди (тур. Şehzade Mehmed Abid, осман. شہزارہ محمد عابد‎) после 1922 года Мехме́д Аби́д Османоглу́ (17 сентября 1905, Стамбул — 8 декабря 1973, Бейрут) — османский принц, младший сын султана Абдул-Хамида II от его тринадцатой жены Салихи Наджие Ханым-эфенди.

## Биография
Шехзаде Мехмет Абид-эфенди родился 12 или 17 сентября 1905 года в стамбульском дворце Йылдыз в семье султана Абдул-Хамида II и его тринадцатой жены Салихи Наджие Ханым-эфенди; у Мехмеда Абида была полнородная сестра Самие-султан (1908—1909) и девятнадцать единокровных братьев и сестёр, многие из которых умерли в раннем детстве или младенчестве. Мальчик был назван в честь брата султана Абдул-Хамида II, умершего в младенчестве.
В 1909 после свержения отца Мехмед Абид вместе с матерью последовал за Абдул-Хамидом в Салоники, где он находился в ссылке на вилле Аллатини. Через год шехзаде с матерью вернулся в Стамбул и с разрешения нового султана поселился во дворце Бейлербей. Получил частное образование в Стамбуле. После смерти Абдул-Хамида в 1918 году Салиха Наджие приобрела небольшой особняк в Эренкёе, где поселилась с сыном и позднее скончалась в 1923 году.
В 1924 году после ликвидации халифата Мехмед Абид отправился в изгнание в Бейрут, позднее переехал в Ниццу. После нескольких лет в Ницее, Мехмед Абид переехал в Париж, где в 1936 году окончил юридический факультет, а в следующем — политический факультет Сорбоны. Так же изучал французский язык и литературу. В период с 1940 по 1948 год шехзаде проживал в Тулузе, Ницце, Мадриде, Лиссабоне, Каире, Александрии и Тиране. Во время правления короля Зогу I был назначен послом Албании во Франции. Умер 8 декабря 1973 в Бейруте и был похоронен в Дамаске.

## Семья
Достоверно известно только об одной жене Мехмеда Абида — албанской принцессе Сение Зогу. Брак был заключен в декабре 1936 года в Тиране и расторгнут в 1949 году. Детей не имел.